# Chiesa di San Michele Arcangelo (Strevi)
La chiesa di San Michele Arcangelo è la parrocchiale di Strevi, in provincia di Alessandria e diocesi di Acqui; fa parte della zona pastorale Acquese-Alessandrina.

## Storia
L'originario luogo di culto di Strevi sorse nel XIII secolo; questo edificio venne interessato da un generale rifacimento nel Quattrocento.
Nel XVIII secolo la parrocchiale venne ricostruita ex novo in stile barocco su progetto dell'architetto Giuseppe Caselli, incorporando l'abside e il campanile della precedente chiesa; la consacrazione fu impartita il 24 settembre 1883 dal vescovo di Acqui Giuseppe Maria Sciandra.
L'edificio, già restaurato negli anni trenta del Novecento, venne nuovamente ristrutturato all'inizio del XXI secolo.

## Descrizione

### Esterno
La simmetrica facciata della chiesa, rivolta a nordovest, è suddivisa da una cornice marcapiano in due registri, entrambi scanditi da lesene e composti da un corpo principale più avanzato e da due ali laterali più arretrate; al centro vi sono il portale maggiore lunettato, una finestra oppilata e il frontone triangolare di coronamento, mentre ai fianchi si aprono gli ingressi secondari e sono presenti delle specchiature. 
Annesso alla parrocchiale è il campanile a base quadrata, la cui cella presenta su ogni lato una monofora a tutto sesto ed è coronata dalla cupoletta poggiante sul tamburo.

### Interno
L'ampio interno dell'edificio è abbellito da lesene, cornici e pilastri; al termine dell'aula si sviluppa il presbiterio, rialzato di alcuni gradini e chiuso dall'abside di forma semicircolare. 
Qui sono conservate diverse opere di pregio, tra le quali vari affreschi dipinti da Pietro Ivaldi e la pala raffigurante l'Arcangelo Michele, realizzata dalla scuola di Guido Reni.